# Minuartia saxifraga
Minuartia saxifraga là loài thực vật có hoa thuộc họ Cẩm chướng. Loài này được (Friv.) Graebn. mô tả khoa học đầu tiên năm 1918.